# 마스트 오 히야르
마스트 오 히야르(페르시아어: ماست و خیار)는 이란의 오이 요구르트 샐러드이다.

## 이름
페르시아어 "마스트(ماست)"는 "요구르트"를, "오(و)"는 "~와/과"를, "히야르(خیار)"는 "오이"를 뜻한다. "요구르트와 오이"라는 뜻이다.

## 만들기
잘게 다지거나 갈아서 물기를 빼둔 오이를 요구르트와 섞고, 소금, 후추로 간한다. 마늘이나 양파, 파의 흰 부분 등을 다져 넣기도 하며, 민트, 딜, 백리향 등 마른 허브와 장미 꽃잎 또는 꽃잎 가루를 넣기도 한다.

## 같이 보기
- 보라니
- 아브두그 히야르